# 4-Etilfenol
4-Etilfenol, frequentemente abreviado na literatura como 4-EP (do inglês 4-ethylphenol), é um composto orgânico, um fenol natural, de fórmula C8H10O e massa molecular 122,16.

## Ocorrência natural
Em vinho e cerveja, é produzido pela deterioração da levedura Brettanomyces. 